# 明月镇 (醴陵市)
明月镇，原名大障镇，是中华人民共和国湖南省株洲市醴陵市下辖的一个乡镇级行政单位。

## 行政区划
大障镇下辖以下地区：
大障社区、建湘社区、潇湘社区、白果洲社区、东江村、双桥村、罗夹口村、江边铺村、柴冲村、新联村、盐山村、湾富村、陶家垅村、申明村、汪家垅村、马恋村、斋江村、弹子坑村、汪家桥村和西林村。